# 5414 Sokolov
Az 5414 Sokolov (ideiglenes jelöléssel 1977 RW6) a Naprendszer kisbolygóövében található aszteroida. Nyikolaj Sztyepanovics Csernih fedezte fel 1977. szeptember 11-én.